# Mucklescarf Island
Mucklescarf Island ist eine 60 m lange Insel westlich der Antarktischen Halbinsel. In der Gruppe der Léonie-Inseln liegt sie 200 m nordöstlich von Kirsty Island. Etwa 2 % des weltweiten Bestands der Blauaugenscharbe (Phalacrocorax atriceps) sind hier beheimatet.
Das UK Antarctic Place-Names Committee benannte sie 2018. Muckle scarf ist eine auf den Shetlandinseln übliche Bezeichnung für eine Scharbe.